# Porogobius schlegelii
Porogobius schlegelii és una espècie de peix de la família dels gòbids i de l'ordre dels perciformes.

## Morfologia
- Els mascles poden assolir 14,9 cm de longitud total.[1][2]

## Alimentació
Menja peixos, fitoplàncton, detritus i lamel·libranquis.

## Hàbitat
És un peix de clima tropical i demersal.

## Distribució geogràfica
Es troba a Àfrica: des del Senegal fins a la República Democràtica del Congo. També és present a Cap Verd i les illes del golf de Guinea.

## Observacions
És inofensiu per als humans.